# جيمي كلارك (لاعب كرة قدم)
جيمي كلارك (بالإنجليزية: Jamie Clarke)‏ (11 سبتمبر 1988 بهامرسميث في المملكة المتحدة - ) هو لاعب كرة قدم بريطاني في مركز الهجوم. لعب مع بلاكبيرن روفرز ونادي أكرينغتون ستانلي ونادي روذرهام يونايتد ولينكولن سيتي أف سي.

## وصلات خارجية
- جيمي كلارك على موقع قاعدة بيانات كرة القدم.إي يو (الإنجليزية)
- جيمي كلارك على موقع Soccerbase.com (لاعب) (الإنجليزية)